# Coqueta (película)
Coqueta es una película musical y dramática romántica mexicana de 1983, dirigida por Sergio Véjar y protagonizada por Lucero, Pedro Fernández, Rosita Quintana, Rodolfo Gómez, Sergio Gómez, Antonio de Hud, Lucero León y José Elías Moreno. La película se estrenó el 8 de diciembre de 1983. Un dato curioso de la película es que el protagonista de la película ya había cambiado de voz, debido a que ya había entrada a la adolescencia, en una de las escenas cuando le lleva serenata a Rocío, se escucha su voz de niño.

## Sinopsis
Rocío Méndez (Lucero) es una chica optimista que encuentra el amor en un chico llamado Pablo (Pedro Fernández). Durante la fiesta de su cumpleaños, Rocío se fatiga demasiado sin poder respirar bien, y los médicos descubren que padece una cardiopatía grave. A pesar de su desesperación, Pablo se arma de valor y oculta su tristeza para no preocuparla.

## Reparto
- Lucero - Rocío Méndez
- Pedro Fernández - Pablo
- Rosita Quintana -  Pilar (Mamá de Rocío)
- Rodolfo Gómez - Ricardo
- Sergio Gómez - Luis
- Antonio de Hud - Juan
- Lucero León - Mamá de Pablo
- José Elías Moreno - Carlos Méndez
- Beatriz Moreno - Sara

## Banda sonora
- "Música", interpretada por Lucero
- "Ojos grandes", interpretada por Pedro Fernández
- "Llévame", interpretada por Lucero
- "Que Bonito" (Te Duermes, Despiertas Bonito), escrita por Juan Gabriel e interpretada por Pedro Fernández